# Boxe pieds-poings

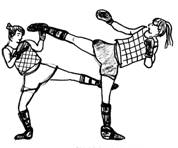
Dones practicant boxa birmana o boxa tailandesa.

En francès, es diuen boxe pieds-poings ("boxa peus-punys"), des de la dècada del 1980, als esports de combat de percussió amb guants de boxa que es desenvolupen en un ring (o un tatami) i que pertany a la categoria dels boxes esportives. Utilitzen, segons el reglament, les tècniques de cama (puntades i genollades), les tècniques de braç (cops de puny i colzades) i les tècniques de projeccions.
Entre els més coneguts tenim: 
- Les disciplines americanes (boxa americana) sota tres formes principals: 
  - El full contact karate sense puntades per sota del cinturó,
  - El kick-boxing amb puntades circulars en les cuixes o kick-boxing americà,
  - El semicontacte o combat en els punts (point fighting), una classe de kárate amb guants i sabatilles en escuma,

La boxa francesa (savate), avui anomenat "Savate-BF", 
- el kick-boxing japonès: kick-boxing amb genollades directes, puntades circulars a les cuixes (puntada baixa o low kick) i agarrats del tronc.
- i finalment, dos superlatius de la boxa, on tot està permès gairebé o, la boxa birmana (lethwei) i la boxa tailandesa (muay thai).